# ایده‌لو (طایفه)
ایده‌لو طایفه‌ای است از ایل بزرگ افشار، که در زمان صفویه، بفرمان شاه عباس کبیر با سایر طوایف افشار به درگز انتقال و در کلات اسکان داده‌اند، و آنها روستای ایده لو را بنام طایفه ساخته و در آنجا سکونت گزیده‌اند. طبق ضبط عالم آرای عباسی در زمان شاه عباس کبیر، جمشید سلطان کرجی، میرطایفه ایده لو و حاکم ابیورد (درگز) بوده است.
بازماندگان این طایفه امروز در ایده لو کلات به امور کشاورزی اشتغال دارند.